# Функция расходов
Функция расходов — в микроэкономике (теория потребления) — функция зависимости минимальных расходов потребителя от цен на блага и требуемой (минимальной) величины полезности или объёма благ с заданной полезностью. Представляет собой денежную оценку хиксианского спроса.

## Формальное определение
Двойственная задача потребителя заключается в выборе такого набора благ {\displaystyle h}, чтобы его полезность была не меньше заданной полезности (полезности заданного набора {\displaystyle x}), а совокупные расходы {\displaystyle ph} были минимальными ({\displaystyle p} — вектор цен на блага). То есть
{\displaystyle ph\rightarrow min,\{h\in {\textbf {R}}_{+}^{n}:u(h)\geq u^{*}(x)\}}
Решение этой задачи — {\displaystyle h(p,u^{*})} — спрос Хикса. 
Функцией расходов {\displaystyle e(p,u^{*})} называют зависимость затрат на приобретение набора {\displaystyle h(p,u^{*})} от {\displaystyle p} и {\displaystyle u^{*}}), то есть:
{\displaystyle e(p,u^{*})=ph(p,u^{*})}
Поскольку решение двойственной задачи потребителя достигается на границе допустимого множества, то есть {\displaystyle u(h)=u^{*}(x)}, то иногда в качестве аргументов функции расходов используется не значение полезности {\displaystyle u^{*}}, а потребительский набор {\displaystyle x}, полезность которой равна {\displaystyle u^{*}}, то есть:
{\displaystyle e(p,x)=ph(p,u(x))}

## Свойства
При некоторых слабых предположениях (неоклассические непрерывные предпочтения потребителя) функция расходов является непрерывной функцией и по вектору {\displaystyle p} — вогнутой (выпуклой вверх), однородной первой степени и не убывающей функцией. Кроме того можно показать, что если набор {\displaystyle x} «не хуже» набора {\displaystyle y} в смысле нестрогого отношения предпочтения, то {\displaystyle e(p,x)\geqslant e(p,y)}.
Спрос Хикса равен частной производной функции расходов по ценам (Лемма Шепарда).